# Schönwölkau
Schönwölkau – miejscowość i gmina w Niemczech, w kraju związkowym Saksonia, w okręgu administracyjnym Lipsk, w powiecie Nordsachsen, wchodzi w skład wspólnoty administracyjnej Krostitz. Do reformy administracyjnej w 2008 gmina leżała w powiecie Delitzsch.
Gmina Schönwölkau leży ok. 10 km na wschód od miasta Delitzsch.
W skład obszaru gminy wchodzą następujące dzielnice:
- Badrina
- Boyda
- Brinnis
- Hohenroda
- Lindenhayn
- Wölkau (Zamek Schönwölkau)